# The Great Gold Robbery
The Great Gold Robbery è un cortometraggio muto del 1913 diretto da Maurice Elvey.

## Produzione
Il film fu prodotto dalla Motograph.

## Distribuzione
Distribuito dalla Motograph, uscì nelle sale cinematografiche britanniche nel novembre 1913.